# Liste der Wappen in der Provinz Reggio Emilia
Die Liste der Wappen in der Provinz Reggio Emilia beinhaltet alle in der Wikipedia gelisteten Wappen der Provinz Reggio Emilia in der Region Emilia-Romagna in Italien. In dieser Liste werden die Wappen mit dem Gemeindelink angezeigt.

## Wappen der Provinz Reggio Emilia

Provinz Reggio Emilia
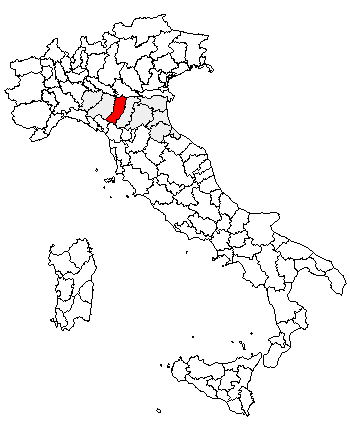
Lage der Provinz in Italien
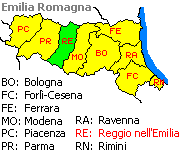
Lage der Provinz in der Region

## Wappen der Gemeinden der Provinz Reggio Emilia

Albinea
Bagnolo in Piano
Baiso
Bibbiano
Boretto
Brescello
Busana
Cadelbosco di Sopra
Campagnola Emilia
Campegine
Canossa
Carpineti
Casalgrande
Casina
Castelnovo di Sotto
Castelnovo ne’ Monti
Cavriago
Collagna
Correggio
Fabbrico
Gattatico
Gualtieri
Guastalla
Ligonchio
Luzzara
Montecchio Emilia
Novellara
Poviglio
Quattro Castella
Ramiseto
Reggio nell’Emilia
Reggiolo
Rio Saliceto
Rolo
Rubiera
San Martino in Rio
San Polo d’Enza
Sant’Ilario d’Enza
Scandiano
Toano
Vetto
Vezzano sul Crostolo
Viano
Villa Minozzo